# Simning vid världsmästerskapen i simsport 2022 – Herrarnas 100 meter bröstsim
Herrarnas 100 meter bröstsim vid världsmästerskapen i simsport 2022 avgjordes mellan den 18 och 19 juni 2022 i Donau Arena i Budapest i Ungern.
Italienska Nicolò Martinenghi tog guld efter ett lopp på tiden 58,26 sekunder, vilket var en förbättring med två hundradelar på hans eget italienska rekord. Silvret togs av nederländska Arno Kamminga och bronset togs av amerikanska Nic Fink.

## Rekord
Inför tävlingens start fanns följande världs- och mästerskapsrekord:
|                   | Namn       | Nation         | Tid   | Ort               | Datum        |
| ----------------- | ---------- | -------------- | ----- | ----------------- | ------------ |
| Världsrekord      | Adam Peaty | Storbritannien | 56,88 | Gwangju, Sydkorea | 21 juli 2019 |
| Mästerskapsrekord | Adam Peaty | Storbritannien | 56,88 | Gwangju, Sydkorea | 21 juli 2019 |

## Resultat

### Försöksheat
Försöksheaten startade den 18 juni klockan 10:36.
| Placering | Heat | Bana             | Namn                        | Nationalitet              | Tid              | Noteringar    |
| --------- | ---- | ---------------- | --------------------------- | ------------------------- | ---------------- | ------------- |
| 1         | 7    | 4                | Arno Kamminga               | Nederländerna             | 58,69            | 0Q0           |
| 2         | 7    | 5                | Nic Fink                    | USA                       | 58,81            | 0Q0           |
| 3         | 6    | 4                | Michael Andrew              | USA                       | 58,96            | 0Q0           |
| 4         | 5    | 4                | Nicolò Martinenghi          | Italien                   | 59,06            | 0Q0           |
| 5         | 5    | 5                | Yan Zibei                   | Kina                      | 59,83            | 0Q0           |
| 6         | 6    | 6                | Caspar Corbeau              | Nederländerna             | 59,89            | 0Q0           |
| 7         | 5    | 3                | Ryuya Mura                  | Japan                     | 59,90            | 0Q0           |
| 7         | 6    | 3                | Andrius Šidlauskas          | Litauen                   | 59,90            | 0Q0           |
| 9         | 7    | 6                | Lucas Matzerath             | Tyskland                  | 59,94            | 0Q0           |
| 10        | 5    | 6                | Zac Stubblety-Cook          | Australien                | 1.00,12          | 0Q0           |
| 11        | 6    | 5                | James Wilby                 | Storbritannien            | 1.00,14          | 0Q0           |
| 12        | 7    | 1                | Erik Persson                | Sverige                   | 1.00,34          | 0Q0           |
| 13        | 6    | 7                | Matti Mattsson              | Finland                   | 1.00,37          | 0Q0           |
| 13        | 7    | 2                | Cho Sung-jae                | Sydkorea                  | 1.00,37          | 0Q0           |
| 15        | 7    | 7                | Bernhard Reitshammer        | Österrike                 | 1.00,66          | 0Q0           |
| 16        | 6    | 8                | Kristian Pitshugin          | Israel                    | 1.00,70          | 0Q0           |
| 17        | 4    | 3                | Dawid Wiekiera              | Polen                     | 1.00,80          |               |
| 17        | 7    | 0                | Anton McKee                 | Island                    | 1.00,80          |               |
| 19        | 7    | 3                | Berkay Ömer Öğretir         | Turkiet                   | 1.00,82          |               |
| 20        | 6    | 2                | Denis Petrashov             | Kirgizistan               | 1.00,86          |               |
| 21        | 7    | 8                | Lyubomir Epitropov          | Bulgarien                 | 1.01,06          |               |
| 22        | 5    | 1                | Jérémy Desplanches          | Schweiz                   | 1.01,24          |               |
| 23        | 6    | 9                | Brenden Crawford            | Sydafrika                 | 1.01,25          |               |
| 24        | 5    | 2                | Felipe França Silva         | Brasilien                 | 1.01,41          |               |
| 25        | 6    | 0                | Konstantinos Meretsolias    | Grekland                  | 1.01,46          |               |
| 26        | 5    | 8                | Carl Aitkaci                | Frankrike                 | 1.01,51          |               |
| 27        | 4    | 6                | Maximillian Wei Ang         | Singapore                 | 1.01,76          |               |
| 28        | 5    | 9                | Tamás Takács                | Ungern                    | 1.01,86          |               |
| 29        | 4    | 9                | Amro Al-Wir                 | Jordanien                 | 1.01,87          |               |
| 30        | 5    | 7                | André Klippenberg Grindheim | Norge                     | 1.01,99          |               |
| 31        | 4    | 7                | Youssef El-Kamash           | Egypten                   | 1.02,04          |               |
| 32        | 4    | 5                | Julio Horrego               | Honduras                  | 1.02,07          |               |
| 33        | 6    | 1                | Volodymyr Lisovets          | Ukraina                   | 1.02,33          |               |
| 34        | 4    | 2                | Carles Coll Martí           | Spanien                   | 1.02,52          |               |
| 35        | 3    | 4                | Cai Bing-rong               | Kinesiska Taipei          | 1.02,75          |               |
| 36        | 3    | 6                | Daniils Bobrovs             | Lettland                  | 1.02,85          |               |
| 37        | 4    | 1                | Taichi Vakasama             | Fiji                      | 1.02,86          |               |
| 38        | 4    | 0                | Adam Chillingworth          | Hongkong                  | 1.02,91          |               |
| 39        | 4    | 4                | Phạm Thanh Bảo              | Vietnam                   | 1.03,19          |               |
| 40        | 3    | 9                | Adrian Robinson             | Botswana                  | 1.03,43          |               |
| 41        | 3    | 3                | Aibek Kamzenov              | Kazakstan                 | 1.03,46          |               |
| 42        | 5    | 0                | Izaak Bastian               | Bahamas                   | 1.03,79          |               |
| 43        | 3    | 7                | Jonathan Cook               | Filippinerna              | 1.03,95          |               |
| 44        | 2    | 6                | Julio Calero                | Kuba                      | 1.04,12          |               |
| 45        | 2    | 4                | Abobakr Abass               | Sudan                     | 1.04,13          |               |
| 46        | 3    | 8                | Rashed Al-Tarmoom           | Kuwait                    | 1.04,19          |               |
| 47        | 3    | 1                | Andres Martijena            | Dominikanska republiken   | 1.04,24          |               |
| 48        | 2    | 5                | Tasi Limtiaco               | Mikronesiska federationen | 1.04,63          |               |
| 49        | 4    | 8                | Édgar Crespo                | Panama                    | 1.05,09          |               |
| 50        | 2    | 8                | Jonathan Raharvel           | Madagaskar                | 1.05,13          |               |
| 51        | 3    | 0                | Giacomo Casadei             | San Marino                | 1.05,17          |               |
| 52        | 2    | 3                | Kito Campbell               | Jamaica                   | 1.05,27          |               |
| 53        | 2    | 2                | Abdulaziz Al-Obaidly        | Qatar                     | 1.05,37          |               |
| 54        | 2    | 1                | Jonathan Chung Yee          | Mauritius                 | 1.06,04          |               |
| 55        | 1    | 6                | Saud Ghali                  | Bahrain                   | 1.06,46          |               |
| 56        | 2    | 7                | Filipe Gomes                | Malawi                    | 1.06,57          |               |
| 57        | 3    | 2                | Sébastien Kouma             | Mali                      | 1.07,43          |               |
| 58        | 1    | 3                | Zandanbal Gunsennorov       | Mongoliet                 | 1.07,79          |               |
| 59        | 2    | 0                | Kumaren Naidu               | Zambia                    | 1.11,40          |               |
| 60        | 1    | 5                | Jion Hosei                  | Palau                     | 1.18,51          |               |
|           | 2    | 9                | Ahmed Al-Hasani             | Irak                      | Startade inte    | Startade inte |
| 3         | 5    | Adriel Sanes     | Amerikanska Jungfruöarna    | Diskvalificerade          | Diskvalificerade |               |
| 7         | 9    | James Dergousoff | Kanada                      | Diskvalificerade          | Diskvalificerade |               |
| 1         | 4    | Daoud Ali        | Djibouti                    | Diskvalificerade          | Diskvalificerade |               |

### Semifinaler
Semifinalerna startade den 18 juni klockan 18:53.

#### Semifinal 1
| Placering | Bana | Namn               | Nationalitet  | Tid     | Noteringar |
| --------- | ---- | ------------------ | ------------- | ------- | ---------- |
| 1         | 5    | Nicolò Martinenghi | Italien       | 58,46   | 0Q0        |
| 2         | 4    | Nic Fink           | USA           | 58,55   | 0Q0        |
| 3         | 2    | Zac Stubblety-Cook | Australien    | 59,51   | 0Q0        |
| 4         | 6    | Andrius Šidlauskas | Litauen       | 59,52   | 0Q0        |
| 5         | 1    | Cho Sung-jae       | Sydkorea      | 59,75   |            |
| 6         | 3    | Caspar Corbeau     | Nederländerna | 1.00,24 |            |
| 7         | 8    | Kristian Pitshugin | Israel        | 1.00,33 |            |
| 8         | 7    | Erik Persson       | Sverige       | 1.00,38 |            |

#### Semifinal 2
| Placering | Bana | Namn                 | Nationalitet   | Tid     | Noteringar |
| --------- | ---- | -------------------- | -------------- | ------- | ---------- |
| 1         | 4    | Arno Kamminga        | Nederländerna  | 58,89   | 0Q0        |
| 2         | 7    | James Wilby          | Storbritannien | 59,23   | 0Q0        |
| 3         | 3    | Yan Zibei            | Kina           | 59,34   | 0Q0        |
| 4         | 2    | Lucas Matzerath      | Tyskland       | 59,35   | 0Q0        |
| 5         | 5    | Michael Andrew       | USA            | 59,63   |            |
| 6         | 6    | Ryuya Mura           | Japan          | 59,64   |            |
| 7         | 8    | Bernhard Reitshammer | Österrike      | 1.00,03 |            |
| 8         | 1    | Matti Mattsson       | Finland        | 1.00,66 |            |

### Final
Finalen startade den 19 juni klockan 18:02.
| Placering | Bana | Namn               | Nationalitet   | Tid   | Noteringar |
| --------- | ---- | ------------------ | -------------- | ----- | ---------- |
| 1         | 4    | Nicolò Martinenghi | Italien        | 58,26 | 0NR0       |
| 2         | 3    | Arno Kamminga      | Nederländerna  | 58,62 |            |
| 3         | 5    | Nic Fink           | USA            | 58,65 |            |
| 4         | 6    | James Wilby        | Storbritannien | 58,93 |            |
| 5         | 2    | Yan Zibei          | Kina           | 59,22 |            |
| 6         | 7    | Lucas Matzerath    | Tyskland       | 59,50 |            |
| 7         | 1    | Zac Stubblety-Cook | Australien     | 59,65 |            |
| 8         | 8    | Andrius Šidlauskas | Litauen        | 59,80 |            |